# Михалоглу Искендер-паша
Скендер-паша Михалоглу (тур. Mihaloğlu İskender Paşa; ум. ноябрь 1504) — османский военный и государственный деятель, санджакбей санджака Босния (1478—1480, 1485—1491, 1499—1504).

## Биография
Представитель знатной османской семьи Михалоглу, основателем которой был византиец Кесе Михаил, принявший ислам. Братом Скендера был Али-бей (1425—1507), санджакбей Смедерево.
В 1476 году Скендер-паша участвовал в неудачном рейде своего брата Али-бея, санджакбея Смедерево, на венгерскую территорию. Братья Али-бей и Скендер-паша во главе пятитысячного конного войска пересекли Дунай и попытались прорваться до Тимишоары. В Панчево турки-османы столкнулись с венграми, которые нанесли им поражение. Венгры преследовали Али-бея до долины Надела на противоположном берегу, где освободили всех ранее захваченных венгерских пленников и взяли в плен 250 турок.
Скендер-паша Михалоглу был трижды санджакбеем Боснии, в 1478—1480, 1485—1491 и 1499—1504 годах.
В 1499 году он захватил часть венецианских владений в Далмации. Примерно в 1500 году он построил текке (исламское религиозное учреждение) братства Накшбандия в Сараево, столице Боснии.
В 1501 году Скендер-паша Михалоглу безуспешно осаждал крепость Яйце в Боснии, где потерпел поражение от венгерского принца Яноша Корвина.